# Torcy (Sena e Marne)
Torcy é uma comuna francesa localizada na região administrativa da Ilha de França, no departamento de Sena e Marne. A comuna possui 23 609 habitantes segundo o censo de 2014.

## Geminação
- Lingenfeld (Alemanha), desde 18 de março de 1972.
- Girvan (Escócia), desde 19 de março de 1988.
- Camboja[6][7].